# Walter van den Broek
Walter William van den Broek (Wassenaar, 1 april 1956) is een Nederlandse psychiater en hoogleraar evidence based medical education aan het Erasmus MC.

## Opleiding
Prof. dr. van den Broek studeerde geneeskunde aan de faculteit Geneeskunde van de Rijksuniversiteit Leiden, waar hij in 1985 het artsexamen aflegde. Hierna specialiseerde hij zich in de psychiatrie van 1987 tot 1992 in het Academisch Ziekenhuis Rotterdam Dijkzigt, thans het Erasmus MC. Na zijn specialisatie startte hij als psychiater in het Erasmus MC. Hier deed hij onderzoek naar de behandeling van ernstige depressieve stoornissen en elektroconvulsietherapie. Hij deed onderzoek naar een behandelalgoritme voor de behandeling van opgenomen patiënten met een depressie en promoveerde op 16 juni 2004, samen met Tom Birkenhäger, met een proefschrift getiteld Treatment of depressed inpatients: Efficacy and tolerability of a four-step treatment algorithm. Hiermee toonde hij het succes aan van een algoritme met meerdere behandelstappen, waarin patiënten met een ernstige depressieve stoornis eerst met een antidepressivum als monotherapie, vervolgens met lithiumadditie, dan met een non-selectieve MAO-remmer en tot slot met elektroconvulsietherapie werden behandeld.

## Loopbaan
- Van den Broek startte na zijn specialisatie in 1992 als psychiater in het Erasmus MC (destijds het Academisch Ziekenhuis Rotterdam-Dijkzigt).
- Sinds januari 2012 is hij opleidingsdirecteur van de studie Geneeskunde aan de Erasmus Universiteit Rotterdam, faculteit Geneeskunde Erasmus MC.
- Van januari 2010 tot en met januari 2011 was hij afdelingshoofd Psychiatrie in het Erasmus MC.
- Van december 2011 tot en met september 2022 was hij tevens opleider van de specialisatie tot psychiater in het Erasmus MC.
- Vanaf april 2015 is hij als hoogleraar “Evidence based medical education” verbonden aan de Erasmus Universiteit Rotterdam. Hierbij is hij oprichter en wetenschappelijk directeur van het Institute of Medical Education Research (iMERR) tot november 2022.[2]

Tevens was Van den Broek drie keer voorzitter van de richtlijncommissie Elektroconvulsietherapie van de Nederlandse Vereniging voor Psychiatrie en was hij lid van het bestuur van de afdeling Consultatieve- en Ziekenhuispsychiatrie, lid van de commissie Wetenschappelijke Activiteiten en mede-oprichter en secretaris van de Werkgroep ECT Nederland. Tot slot is hij actief als blogger onder de naam Dr. Shock.

## Publicaties
Van den Broek is auteur van meerdere hoofdstukken in psychiatrische handboeken:
- Praktische Psychofarmacologie (Hoofdstuk Anxiolytica en hypnotica)
- Psychiatrie in de somatische praktijk (Hoofdstuk Angststoornissen)
- Handboek Stemmingsstoornissen (Hoofdstuk Elektroconvulsietherapie)